# Clermont-Ferrand
Clermont-Ferrand ([klɛʁ.mɔ̃ fe.ʁɑ̃ ]ⓘ; en occitano: Clarmont-Ferrand) es una ciudad y comuna del centro de Francia, capital del departamento del Puy-de-Dôme, en la región Auvernia-Ródano-Alpes.

## Geografía

### Situación
Clermont se sitúa al centro sur de Francia, en el corazón del Macizo Central, a 410 m de altitud. Al oeste, la ciudad está dominada por una meseta basáltica (con una media de 900 m) en la que se encuentra la cadena volcánica inactiva Chaîne des Puys, la más grande de Europa, donde se halla el Puy-de-Dôme, su más célebre volcán. Al este de dicho conjunto se extiende la llanura de Limaña bañada por el Allier. La villa constituye el punto de contacto entre la llanura fértil en cereales y la montaña ganadera.
Clermont está en la intersección de las autopistas meridionales París-Béziers (A71 y A75) y transversales Lyon/Saint-Étienne-Bordeaux (A89).

### Emplazamiento
Una buena parte de la ciudad ocupa una loma volcánica llamada meseta central. Se trata, en realidad, del borde oriental de un cráter tipo "maar" datado en ciento cincuenta mil años (desde la plaza de Jaude hasta la intersección Europa de Chamalières). Este mide alrededor de 1,5 km de diámetro y ha sido sedimentado por los aluviones del Tiretaine, un pequeño riachuelo que atraviesa la ciudad. Además, Clermont ha sido construida rodeando el anegable valle del río Allier.
La ciudad se desarrolló alrededor de esta meseta central sobre la que se eleva la catedral, se extiende al este sobre la llanura y, en menor medida a los lados hacia el oeste.

### Clima
La ciudad de Clermont-Ferrand se caracteriza por tener un clima de importante amplitud térmica: en el verano caluroso destacan las tormentas, en tanto que el invierno es frío y seco. La pluviometría es una de las más bajas de Francia (579 mm por año), y la insolación se sitúa en la media nacional (1913 h/año). La estación de medidas de Météo France se encuentra cerca del aeropuerto de Aulnat.
En lo referente a los récords de temperaturas, más caluroso: 40,9 °C (junio de 2019) y más frío: -29,0 °C (febrero de 1929).
| Parámetros climáticos promedio de Clermont-Ferrand, elevación: 331m (normales 1981–2010, extremos 1923–presente) | Parámetros climáticos promedio de Clermont-Ferrand, elevación: 331m (normales 1981–2010, extremos 1923–presente) | Parámetros climáticos promedio de Clermont-Ferrand, elevación: 331m (normales 1981–2010, extremos 1923–presente) | Parámetros climáticos promedio de Clermont-Ferrand, elevación: 331m (normales 1981–2010, extremos 1923–presente) | Parámetros climáticos promedio de Clermont-Ferrand, elevación: 331m (normales 1981–2010, extremos 1923–presente) | Parámetros climáticos promedio de Clermont-Ferrand, elevación: 331m (normales 1981–2010, extremos 1923–presente) | Parámetros climáticos promedio de Clermont-Ferrand, elevación: 331m (normales 1981–2010, extremos 1923–presente) | Parámetros climáticos promedio de Clermont-Ferrand, elevación: 331m (normales 1981–2010, extremos 1923–presente) | Parámetros climáticos promedio de Clermont-Ferrand, elevación: 331m (normales 1981–2010, extremos 1923–presente) | Parámetros climáticos promedio de Clermont-Ferrand, elevación: 331m (normales 1981–2010, extremos 1923–presente) | Parámetros climáticos promedio de Clermont-Ferrand, elevación: 331m (normales 1981–2010, extremos 1923–presente) | Parámetros climáticos promedio de Clermont-Ferrand, elevación: 331m (normales 1981–2010, extremos 1923–presente) | Parámetros climáticos promedio de Clermont-Ferrand, elevación: 331m (normales 1981–2010, extremos 1923–presente) | Parámetros climáticos promedio de Clermont-Ferrand, elevación: 331m (normales 1981–2010, extremos 1923–presente) |
| Mes | Ene. | Feb. | Mar. | Abr. | May. | Jun. | Jul. | Ago. | Sep. | Oct. | Nov. | Dic. | Anual |
| --- | --- | --- | --- | --- | --- | --- | --- | --- | --- | --- | --- | --- | --- |
| Temp. máx. abs. (°C)                                                                                             | 22.1 | 25.9 | 26.6 | 31.3 | 33.0 | 40.9 | 40.7 | 39.6 | 36.8 | 29.7 | 24.7 | 21.9 | 40.9 |
| Temp. máx. media (°C)                                                                                            | 7.6 | 9.2 | 13.1 | 15.7 | 19.9 | 23.4 | 26.5 | 26.1 | 22.3 | 17.6 | 11.3 | 8.0 | 16.8 |
| Temp. media (°C)                                                                                                 | 3.7 | 4.8 | 7.9 | 10.2 | 14.3 | 17.6 | 20.3 | 19.9 | 16.5 | 12.8 | 7.3 | 4.4 | 11.7 |
| Temp. mín. media (°C)                                                                                            | -0.1 | 0.3 | 2.7 | 4.7 | 8.7 | 11.9 | 14.0 | 13.7 | 10.6 | 7.9 | 3.3 | 0.8 | 6.6 |
| Temp. mín. abs. (°C)                                                                                             | -23.1 | -29.0 | -21.3 | -7.1 | -4.2 | 1.0 | 3.8 | 2.4 | -3.0 | -9.2 | -11.8 | -25.8 | -29 |
| Precipitación total (mm)                                                                                         | 26.7 | 21.8 | 25.8 | 53.4 | 76.8 | 72.9 | 54.9 | 61.9 | 65.6 | 49.0 | 39.5 | 30.6 | 578.9 |
| Días de precipitaciones (≥ 1.0 mm)                                                                               | 6.3 | 5.3 | 6.4 | 8.8 | 10.6 | 8.7 | 6.4 | 7.5 | 6.8 | 7.4 | 7.1 | 6.1 | 87.4 |
| Días de nevadas (≥ 1 mm)                                                                                         | 5.3 | 4.7 | 3.3 | 1.6 | 0.0 | 0.0 | 0.0 | 0.0 | 0.0 | 0.0 | 2.5 | 4.2 | 21.6 |
| Horas de sol | 88.9 | 108.4 | 161.4 | 173.5 | 197.9 | 225.2 | 249.2 | 234.8 | 185.4 | 135.1 | 84.0 | 69.2 | 1913.0 |
| Humedad relativa (%)                                                                                             | 79 | 75 | 69 | 69 | 72 | 71 | 68 | 70 | 73 | 78 | 78 | 80 | 73.5 |
| Fuente n.º 1: Meteo France                                                                                       | | | | | | | | | | | | | |
| Fuente n.º 2: Infoclimat.fr (humedad 1961–1990)                                                                  | | | | | | | | | | | | | |

## Demografía[1]
| 30 000 | 30 000 | 30 982 | 30 010 | 28 257 | 32 427 | 35 152 | 34 083 | 33 516 | 38 160 | 37 275 | 37 461 | 37 357 | 41 772 | 43 033 | 46 718 | 50 119 | 50 870 | 52 933 | 58 363 | 65 386 | 82 577 | 111 711 | 103 143 | 101 128 | 108 090 | 113 391 | 127 547 | 148 759 | 156 763 | 147 224 | 136 181 | 137 140 | 140 700 | 139 501 | 140 957 | 146 734 |
| Para los censos de 1962 a 1999 la población legal corresponde a la población sin duplicidades (Fuente: INSEE [Consultar]) |        |        |        |        |        |        |        |        |        |        |        |        |        |        |        |        |        |        |        |        |        |         |         |         |         |         |         |         |         |         |         |         |         |         |         |         |

## Historia

### Época galorromana
La primera mención de Clermont, según el geógrafo griego Estrabón, aparece bajo el nombre de Nemessos. El término es galo y se refiere a un bosque sagrado. Fue calificada como "metrópolis de los Arvernos" y su población se asentó sobre la loma en la que se encuentra la catedral.
Aproximadamente (sin que el hecho haya sido formalmente reconocido) desde el asedio de Gergovia, el ejército galo repelió a las legiones romanas. Durante el período galo-romano, la ciudad es rebautizada con el nombre de Augustonemetum, latinización del nombre galo formado a partir del nombre del emperador Augusto. Su población se estima que era, en el siglo II, de 15 000 a 30 000 habitantes, lo que la convertía en una de las ciudades más grandes de la Galia romana. La ciudad abierta del tiempo de la paz imperial ocupaba 200 hectáreas.

### Edad Media
Hacia los siglos VI y VII las murallas protegen una superficie de tan solo 3 hectáreas. En 843, Clermont pasa a llamarse Clairmont, haciendo referencia al castillo-fortaleza de Clarus Mons. En esta época la villa era episcopal. Clermont es asolada por los normandos en 864. El obispo Signon reconstruye la villa que de nuevo es atacada en 898 (o 910, la fecha no se conoce con precisión). En 1095, después del concilio de Clermont, el Papa Urbano II proclama la Primera Cruzada. En 1120, para contrarrestar el poder de los obispos, los condes de Auvernia fundan la ciudad de Montferrand a semejanza de las nuevas ciudades del Midi.
En 1490, la ciudad de Clermont sufrió grandes desperfectos a causa de un terremoto. Doce torres de la muralla se derrumbaron total o parcialmente, así como la torre de la iglesia de Nuestra Señora del Puerto. La catedral también resultó afectada. Una fisura en la puerta sur puede verse todavía. Los estragos causados a los habitantes, así como el número de víctimas, son desconocidos. En 1551, Clermont se convierte en villa real, pasando en 1610 a ser una propiedad inseparable de la Corona. Enrique II de Francia transforma la administración de Clermont en una regiduría el 18 de octubre de 1556 (cuatro regidores, tres en 1559). En 1557 Clermont recibe el título de Cabeza de ciudad capital del país de Auvergne, mientras que Riom pasa a ser Cabeza del ducado de Auvergne y país para el ejercicio de la justicia, pasando a ser, de este modo, la primera para el ejercicio de las funciones judiciales. No obstante, la creación en 1582 de un tribunal de diez magistrados en Clermont restableció el equilibrio.

### Siglo XVII

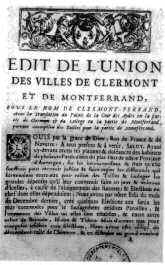
Edicto de unión entre Clermont y Montferrand.

En 1623, nace en Clermont Blaise Pascal que se instalará, definitivamente, en 1655, en la abadía de Port-Royal en París. El 15 de abril de 1630 el Edicto de Troyes (primer edicto de Unión) une las dos villas, Clermont y Montferrand. Esta unión es confirmada en 1731 por Luis XV con la proclamación del segundo Edicto de Unión. Por lo tanto, en esta época Montferrand no es más que una ciudad satélite de Clermont, permaneciendo así hasta principios del siglo XX. Deseosa de mantener su independencia, la villa de Montferrand interpondrá tres demandas de independencia en 1789, 1848 y 1863.

### Siglo XIX
En 1832 Aristide Barbier y Edouard Daubré fundan en Clermont-Ferrand una fábrica de pelotas de caucho y maquinaria agrícola. Esta fábrica será el origen del grupo Michelin. La primera fábrica Michelín se instala en la Plaza de las Carmelitas (sede actual del grupo) en 1889. Fabrican las zapatas de freno para las bicicletas. La primera patente queda depositada en 1891. Construcción de la primera estación ferroviaria entre 1855 y 1857.

### Siglo XX
Tras un proceso amañado, Pierre Mendès France, por entonces lugarteniente de la aviación francesa es condenado, por deserción, el 9 de mayo de 1941, por el tribunal militar de Clermont-Ferrand tras el conflicto del Massilia. Pierre se evade del hospital militar para unirse al general de Gaulle en Londres. En 1944, el 92 regimiento de infantería de línea se instala, definitivamente, en la ciudad.
En el siglo XX, se lleva a cabo la construcción de las fábricas y las ciudades-jardín de Michelín, que cambiarán el aspecto actual de Clermont-Ferrand y reunirán, de una vez por todas, Clermont y Montferrand. Hoy, aunque las dos ciudades estén confundidas, se encuentran en Clermont-Ferrand dos centros bien diferenciados, y el barrio de Montferrand conserva su propia identidad.

## Economía
Clermont-Ferrand es muy conocida por la manufactura francesa de neumáticos Michelin, que le ha dado su impronta. Hacia 1830 Édouard Daubrée y Aristide Barbier se asocian para fundar una fábrica de maquinaria agrícola con sede en Clermont. En 1886 los hermanos André y Édouard Michelin, nietos de Barbier, continuaron sus actividades, centrándose en las piezas de caucho necesarias para la maquinaria. La familia Michelín –muy paternalista- ha construido numerosos edificios públicos (escuelas, guarderías, estadios, etc.) Desde 1910 la empresa se halla entre las primeras que empieza a edificar casas para sus empleados, llamadas Bibs (del nombre Bibendum, la mascota de la sociedad). En 1970, Michelin tenía 30 000 trabajadores clermonteses. Hoy, el peso de la manufactura Michelin, en el seno de Clermont-Ferrand ha disminuido considerablemente (a causa, entre otras, de la robotización y la deslocalización) pero sigue indiscutiblemente asociada a Clermont-Ferrand, que es el centro neurálgico y administrativo.
Las otras actividades importantes de la región clermontesa son la industria agro-alimentaria, debido a su proximidad con el valle de Limagne, la industria farmacéutica y la metalurgia, además de la presencia de Pascalis, un parque tecnológico dedicado a las tecnologías de información y comunicación (TIC).

## Transportes

### Conexiones exteriores
Clermont-Ferrand está comunicada, por autopista, en cuatro direcciones: hacia el este, a Lyon (A89), hacia el oeste, a Burdeos (A89), hacia el norte, a París (A71) y hacia el sur, a Béziers (A75).
Por ferrocarril, ninguna línea de gran velocidad pasa por la ciudad, pese a las muchas demandas que existen a este respecto. Los trenes Corail y Corail Téoz unen Clermont con París en 3 horas 30 minutos.
El aeropuerto de Clermont-Ferrand/Auvergne comunica con diferentes lugares franceses y europeos (especialmente para la temporada 2005-2006: Ámsterdam, Milán, Bruselas). Desde febrero de 2008, también está comunicado con Madrid por vía aérea.

### Transportes urbanos
La ciudad de Clermont-Ferrand posee una red de transporte público dirigida por la T2C cuya estructura principal, desde octubre de 2006, reside en un tranvía neumático de tecnología Translohr, que se completa con dos líneas de autobuses.

## Administración

### Ayuntamiento
El consejo municipal está formado por 55 concejales, elegidos por sufragio universal cada seis años. Desde 2014, el alcalde es Olivier Bianchi (PS).

### Departamento
Clermont-Ferrand está dividido entre seis cantones.

## Patrimonio
Muchos monumentos pueden desconcertar por su aspecto sombrío. El material de construcción tradicional es, en efecto, la piedra de Volvic –extraída de las grutas basálticas de la cadena de montañas, y que va desde el gris claro al negro intenso.

### Edificios religiosos

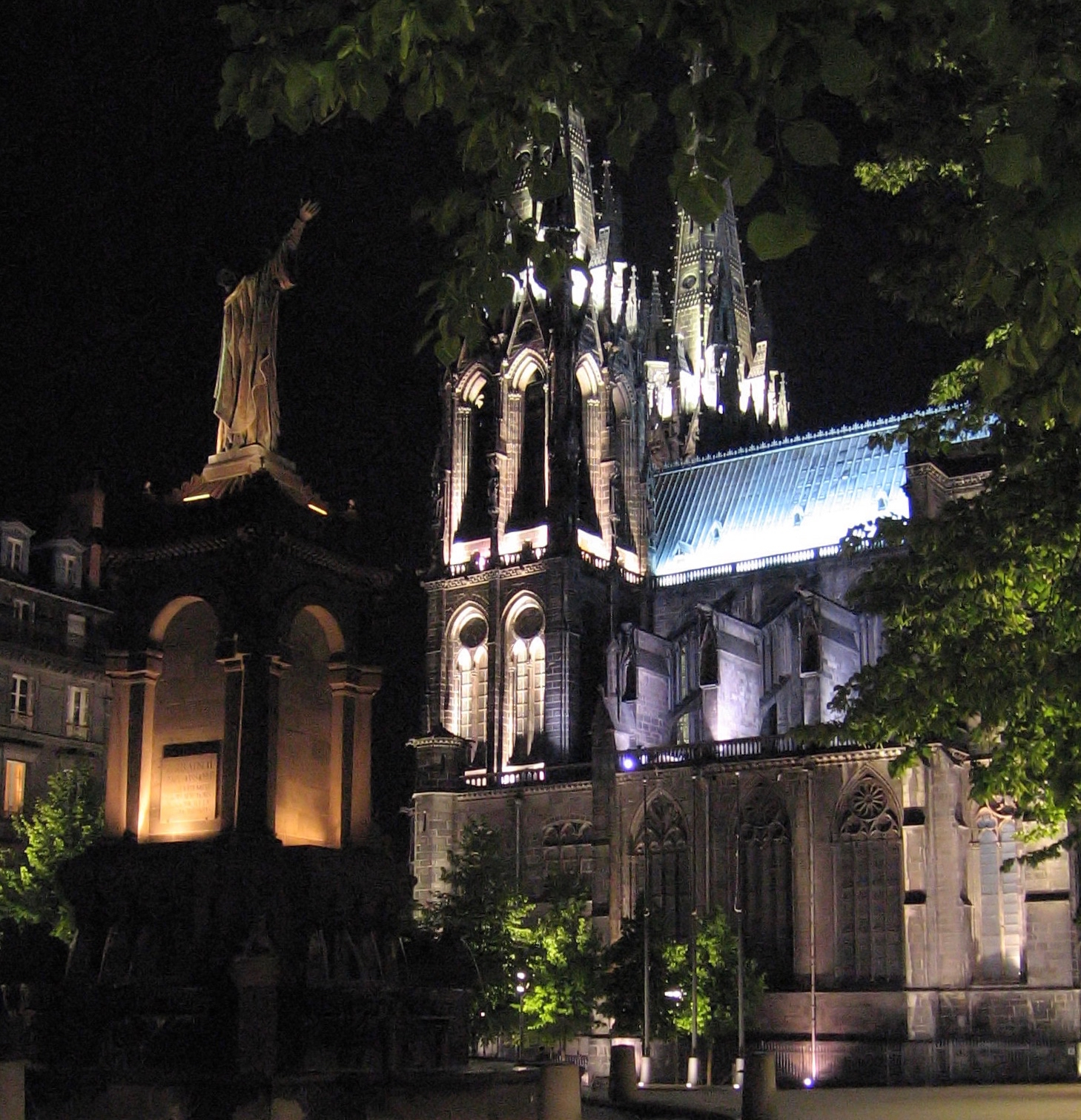
Catedral.

- La catedral de Nuestra Señora de la Asunción, construida entre 1248 y 1902. Sus dos torres son visibles desde muy lejos y constituyen uno de los símbolos de la ciudad.
- La basílica romana de Nuestra Señora del Puerto, construida en el siglo VI en honor a la Virgen María. Fue destruida por los normandos en el siglo IX y reconstruida en el siglo XII. Está declarada, por la Unesco, desde 1998, patrimonio mundial.
- La iglesia de Nuestra Señora de la Prosperidad, en Montferrand, construida entre los siglos XIV y XVI.
- La iglesia de las Carmelitas Descalzas, construida en el siglo XVIII sobre las ruinas de un antiguo convento donado, en 1653, por el obispo Joaquim d’Estaing a las carmelitas descalzas. Las obras empezaron a partir de 1752, y hubo posteriores intervenciones. De estilo barroco. Su planta es de las llamadas de cuatrifolios. La iglesia Jouxte es el cementerio de las carmelitas en la que han sido enterradas numerosas personalidades clermontinas. Actualmente la iglesia ha perdido su condición religiosa y es utilizada como almacén.
- Capilla de los Cordeleros-Viejos, construida probablemente en 1241.
- La iglesia de San Eutropio, construida sobre las ruinas de una basílica dedicada a San Esteban Protomártir y destruida por los normandos. Una primera iglesia se construyó en el siglo XII y fue destruida, parcialmente, en 1827, se completó en 1858. La iglesia actual fue construida entre 1858 y 1862.
- La iglesia de San José, construida entre 1883 y 1897, por orden de  monseñor Joseph Boyer, obispo de Clermont, sus arquitectos fueron Banier y Mitton (este último hizo la fachada). El estilo imita al de las iglesias romanas auverniesas. Tiene unas vidrieras que datan de la primera mitad del siglo XX y una Adoración de los magos, del escultor Émile Gourgoillon, situada debajo de la puerta de entrada.

### Monumentos civiles y lugares de interés
- El centro viejo alrededor de la plaza de la Victoria
- Las bodegas del barrio histórico
- El barrio histórico de Montferrand
- La calle del Puerto
- La fuente de Amboise (1511)
- El hotel Savaron (1513)
- El hotel de Chazerat (hacia 1760)
- La fuente Desaix (1801, llamada fuente de la pirámide)
- La estatua del general Desaix, inaugurada en 1848, domina la plaza de Jaude. Realizada por el escultor Nanteuil

La estatua ecuestre de Vercingétorix, inaugurada el 12 de octubre de 1903, obra de Frédèric-Auguste Bartholdi, a quien pertenece también la estatua de la Libertad.

### Arquitectura delsigloXX
- La Estación Routiere, construida entre 1961 y 1964 por Valentin Vigneron. Su estilo está inspirado por el de Auguste Perret, el edificio forma un conjunto coherente con los inmuebles adyacentes: la casa del congreso, la cámara de agricultura, la mutualidad agrícola y del Crédito agrícola que rodean la plaza de Salins. Próximamente será remodelada para convertirse en la segunda biblioteca más grande de Francia.
- La Jetée, acoge la asociación Sauve qui peut le court métrage, organizadora del festival internacional del corto-metraje. Su arquitectura reúne la tradición y el modernismo y parece un barco.
- Mercado de San Pedro, mercado cubierto destinado a la venta de productos alimenticios. El edificio actual fue construido entre 1985 y 1987 (inaugurado el 4 de mayo de 1987). Los arquitectos fueron los clermonteses André Bosser y Jean-Claude Marquet. Un primer edificio de tipo Baltrad fue construido en 1873, sobre las ruinas de un mercado al aire libre, que fue destruido en 1931, sustituido por un edificio de hormigón y cristal diseñado por el arquitecto clermontés Aubert.

### Arquitectura delsigloXXI
Escuela superior de las Bellas Artes de Clermont-Ferrand, antiguamente situada en la Sala del trigo (edificio del siglo XVIII) cercano al barrio antiguo histórico, la escuela de bellas artes está, actualmente, en un edificio inaugurado en enero de 2006, fue diseñado por la Arquitectura Studio. La fachada está recubierta por un bardage de cobre, elemento de arquitectura ya presente en la Jetée.

## Cultura

### Lenguas
- Francés, Occitano (dialecto auvernés).

### Festivales
- Festival Internacional del corto-metraje, creado en 1979, ha adquirido reconocimiento internacional y es considerado como uno de los más importantes.
- VIDEOFORMES, vídeo y novedades de los medios de comunicación en el arte contemporáneo, creado en 1986, es una referencia, de Francia, de la escena internacional y sus medios.
- Festival de las películas publicitarias del automóvil.
- Jazz en tête, festival internacional de jazz, creado en 1988. La gran mayoría de las bandas de jazz más significativas de nuestra época pasan o han pasado por el festival de Jazz en tête, de Miles Davis y Herbie Hancock a Wynton Marsalis y Michel Petrucciani, sin olvidar las divas actuales Dee Dee Bridgewater, Dianne Reeves o Cassandra Wilson.
- Festival Nicéphore + 164, festival internacional de la imagen fija y de la fotografía.
- Bienal de los carnets de viaje.

### Museos
- L'Aventure Michelin
- Museo de arqueología Bargoin
- Museo de arte Roger Quilliot

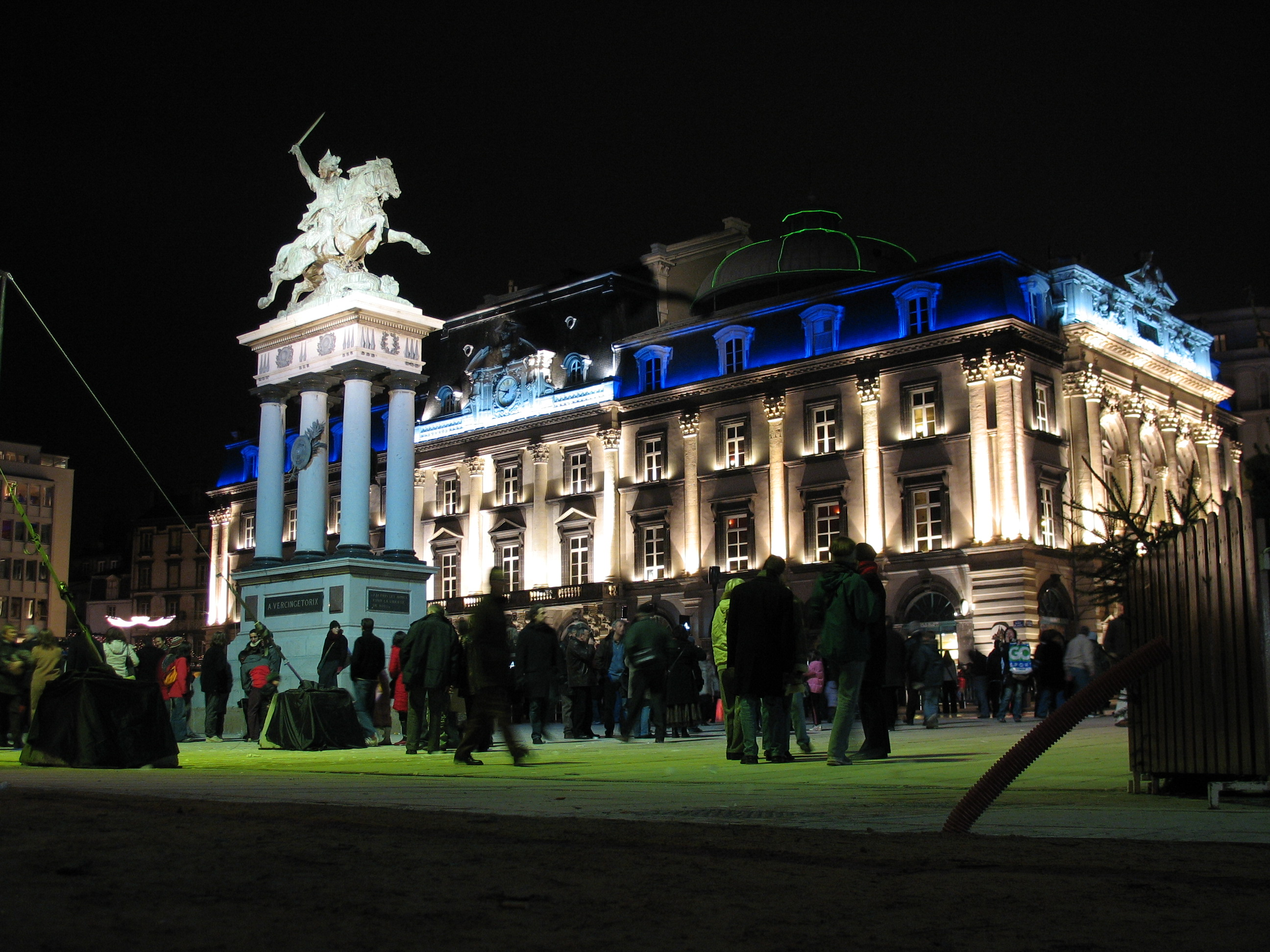
Ópera municipal.

- Museo de historia natural Henri Lecoq
- Museo del tapiz y de las artes textiles
- Museo del Ranquet
- Vulcania, el parque europeo del volcanismo

### Salas de espectáculos y conciertos
- Cooperativa de Mayo
- Zénith de Auvergne
- Ópera municipal
- Casa de los Congresos
- Casa de los Deportes
- Casa del Pueblo

## Enseñanza
Clermont-Ferrand acoge a 31 000 estudiantes repartidos en la Universidad Clermont-Auvergne (35 000 estudiantes), hay seis escuelas de ingenieros o de empresarios. Clermont-Ferrand se sitúa en el 16 rango nacional en cuanto a enseñanza superior.

### Principales escuelas
- Escuela nacional de impuestos (ENI)
- Escuela nacional superior de arquitectura de Clermont-Ferrand (ENSACF)
- Escuela nacional superior de química de Clermont-Ferrand (ENSCCF)
- École supérieure de commerce de Clermont (Grupo ESC Clermont)
- Instituto de las ciencias de ingeniería (CUST)
- Instituto francés de mecánica avanzada (IFMA)
- Instituto superior de informática de modelización y sus aplicaciones (ISIMA)

Las universidades y escuelas dispersas por diferentes lugares del centro-villa y en los campus universitarios de Cézeaux

## Deportes

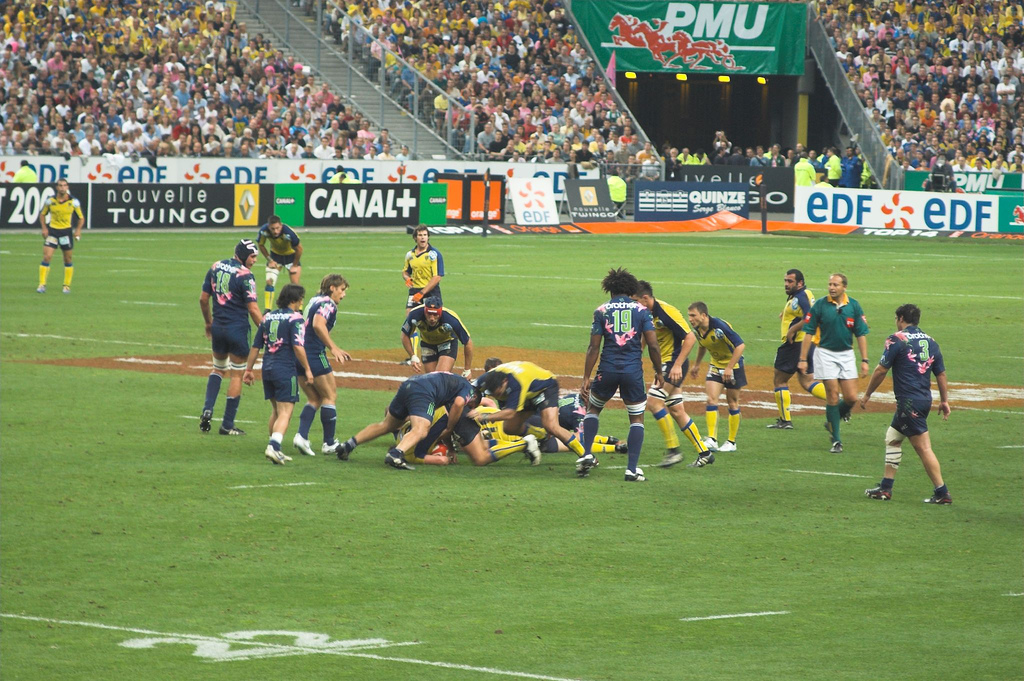
Finale del Top 14 en el Stade de France: ASM Clermont Auvergne en amarillo y Stade Français París en azul.

- Association Sportive Michelin Rugby, hoy ASM Clermont Auvergne.
- Clermont-Atletismo
- Estadio Clermont Natación
- Estadio Clermontés Tiro de Arco (Sebastián Flute)
- Clermont Foot 63, cuarto finalista de la Copa de Francia en 1997 y 2005. Juega en la Ligue 2 (la segunda división del fútbol francés) y su estadio es el Stade Gabriel Montpied.
- Clermont-Auvergne-Hockey-(C.A.H.C.)
- Estadio Clermontés (baloncesto)
- SCAB 63 (baloncesto femenino)

### Campos deportivos
- Stade Gabriel Montpied (fútbol)
- Estadio náutico Pierre de Coubertin
- Parque de los deportes Marcel Michelín (estadio de rugby, de la ASM *Clermont Auvergne)
- Estadium Jean Pellez (estadio cubierto de atletismo de 6462 m²
- Estadio Philippe Marcombes
- Casa de los deportes
- Circuit de Charade, en el municipio de Saint Genès Champanelle